# Belgijscy posłowie do Parlamentu Europejskiego 1989–1994
Belgijscy posłowie III kadencji do Parlamentu Europejskiego zostali wybrani w wyborach przeprowadzonych 18 czerwca 1989.

## Lista posłów
Wybrani z listy Chrześcijańskiej Partii Ludowej (CVP)
- Raphaël Chanterie
- Anna Hermans
- Pol Marck
- Marianne Thyssen, poseł do PE od 17 grudnia 1991
- Leo Tindemans

Wybrani z listy walońskiej Partii Socjalistycznej (PS)
- Claude Delcroix, poseł do PE od 17 grudnia 1991
- Claude Desama
- Raymonde Dury
- Ernest Glinne
- José Happart

Wybrani z listy flamandzkiej Partii Socjalistycznej (SP)
- Marc Galle
- Marijke Van Hemeldonck
- Lode Van Outrive

Wybrani z listy partii Partii na rzecz Wolności i Postępu (PVV)
- Willy De Clercq
- Karel De Gucht

Wybrani z listy Partii Społeczno-Chrześcijańskiej (PCS)
- Gérard Deprez
- Fernand Herman

Wybrani z listy Partii Reformatorsko-Liberalnej (PRL)
- Anne André-Léonard, poseł do PE od 17 grudnia 1991
- Jean Defraigne

Wybrany z listy Ecolo
- Brigitte Ernst de la Graete
- Paul Lannoye

Wybrany z listy Agalev
- Paul Staes

Wybrany z listy Unii Ludowej (VU)
- Jaak Vandemeulebroucke

Wybrany z listy Bloku Flamandzkiego (VB)
- Karel Dillen

Byli posłowie III kadencji do PE
- François-Xavier de Donnea (PRL), do 12 grudnia 1991
- Elio Di Rupo (PS), do 16 grudnia 1991
- Karel Pinxten (CVP), do 16 grudnia 1991